# Aglicona

Estrutura química do cardioglicosídeo oleandrina, em que a aglicona é o esteroide da direita, o qual está ligado a um resíduo de açúcar da esquerda.

Uma aglicona ou genina, em química orgânica, é o agrupamento não glicídico que forma parte de um glicosídeo. Tal como a IUPAC a define, trata-se de um composto sem açúcar que resta depois de substituir por um átomo de hidrogénio o grupo glicosilo de um glicosídeo. Por exemplo, nos cardioglicosídeos a aglicona é um esteróide.
A aglicona apresenta-se na forma de uma molécula pequena como um álcool, fenol ou um composto que contenha nitrogénio e enxofre.
A aglicona, delinea a família dos heterosídeos e confere a algumas plantas o seu poder terapêutico. Classes de fitoquímicos que se encontram na aglicona e nos glicosídeos são, por exemplo, os polifenóis. Nas saponinas a aglicona é denominada de sapogenina (parte não sacarma da saponina obtida por hidrólise).